# Элицур, Ури
Иехиэль Ораяху (Ури) Элицур (1946 — 22 мая 2014) — израильский журналист, публицист и общественный деятель, лауреат премии Соколова. В 2013—2014 годах работал главным редактором газеты Макор Ришон.

## Биография
Родился в Иерусалиме, отец — профессор Иегуда Элицур, мать — детский писатель Ребекка Элицур.
В юности он учился в иешиве «Нетив Меир» в Иерусалиме, затем был учеником рабби Цви Иегуды Кука. Служил в Бригаде Цанханим. Получил вторую степень по специальности математика в Еврейском университете, работал учителем математики.
В 1975 году, после создания поселения Офра, присоединился к сообществу, и стал одним из видных лидеров поселения. Стал активным участником движения Гуш Эмуним. Занимал ключевые позиции в религиозно-национальном движении, в том числе был Генеральным секретарем Совета Иудеи, Самарии и Газы («Моэцет Йеша»), исполняющим обязанности генерального секретаря партии МАФДАЛ, редактором газеты «Некуда».
На выборах в кнессет 11-го созыва в 1984 году был девятым в списке МАФДАЛ.
В 1998 году был начальником штаба премьер-министра Биньямина Нетаньяху. После выборов в 1999 году, вернулся в редактцию газеты «Некуда», где проработал до 2006 года. Потом работал заместителем главного редактора газеты «Макор Ришон». В 2013 году был назначен главным редактором газеты. Писал также колонки о политике в газете «Маарив».
Был также обозревателем газеты «Едиот Ахронот», и считается одним из главных журналистов в религиозно-национальном движении. Лауреат премии Соколова за вклад в области печатной журналистики.
22 мая 2014 Ури Элицур умер от рака в возрасте 68 лет в больнице «Шаарей Цедек» в Иерусалиме.
У него было четверо братьев и сестёр: Тамар Бен-Ари, профессор физики Шмуэль Элицур, профессор Йоэль Элицур и профессор Веред Ноам, исследователь Талмуда в Тель-Авивском университете.
Его жена, Яэль, была консультантом для родителей. Отец шестерых детей.